# Jezioro (obwód wołyński)
Jezioro (ukr. Озеро) – wieś na Ukrainie w rejonie łuckim obwodu wołyńskiego.

## Historia
Pod koniec XIX w. wieś nosiła nazwę Oziero i znajdowała się nad jeziorem w powiecie łuckim, w gminie Trościaniec. Przed 1939 r. wieś Jezioro  administracyjnie należała do gminy Kiwerce, w powiecie łuckim, w województwie wołyńskim.
Do 2020 w rejonie kiwereckim. 